# Vlag van Sint-Helena

Vlag van Sint-Helena (ratio 1:2)

De vlag van Sint-Helena werd aangenomen op 4 oktober 1984. Het is een zogeheten Blue Ensign: een blauwe vlag met in het kanton linksboven de Union Flag. Het schild aan de rechterzijde toont een rotsige kust en een driemaster. Van 1874 tot 1984 werd een vlag gebruikt met een afbeelding die gebaseerd was op het koloniale zegel van het eiland. Het eiland heeft geen eigen handelsvlag, maar schepen die er geregistreerd staan voeren het rode Britse vaandel, zonder embleem.
Op Tristan da Cunha werd tot oktober 2002 de vlag van Sint-Helena gebruikt. Sindsdien heeft het eiland een eigen vlag.

Vlag van de Gouverneur van Sint-Helena
? Vlag van Sint-Helena (1874-1984)